# Кравченко Сергій Трохимович
Кра́вченко Сергі́й Трохи́мович (нар. 26 жовтня 1925 — пом. 26 жовтня 1956) — автоматник 117-го гвардійського стрілецького полку 39-ї гвардійської стрілецької дивізії 8-ї гвардійської армії 1-го Білоруського фронту, гвардії рядовий, Герой Радянського Союзу (1945).

## Біографія
Народився 26 жовтня 1925 року в місті Біляївка Одеської області. Українець. Працював у місцевому радгоспі «Батьківщина».
З початком Радянсько-німецької війни вступив до винищувального батальйону. Перебував на тимчасово окупованій території. У квітні 1944 року призваний до лав Радянської Армії. Брав участь в боях з липня 1944 року. Звільнював Україну, Білорусь, воював на території Польщі.
1 серпня 1944 року автоматник 117-го гвардійського стрілецького полку 39-ї гвардійської стрілецької дивізії 8-ї гвардійської армії 1-го Білоруського фронту гвардії рядовий Кравченко С. Т. одним з перших на саморобному плоту форсував Віслу, з ходу вступив у бій і захопив плацдарм північно-західніше міста Магнушев, в районі населеного пункту Осенборув . Під час розширення плацдарму гранатами знищив ворожу самохідно-артилерійську установку з обслугою та декількох німецьких солдат, чим сприяв вдалому наступу свого підрозділу. При цьому був важко поранений.
Указом Президії Верховної Ради СРСР від 24 березня 1945 року за зразкове виконання бойових завдань командування і виявлені відвагу і героїзм, гвардії рядовому Кравченку Сергію Трохимовичу присвоєно звання Героя Радянського Союзу з врученням ордена Леніна і медалі «Золота Зірка».
У 1945 році демобілізувався. Мешкав у місті Біляївка.
Помер 26 жовтня 1956 року.

## Нагороди
- Медаль «Золота Зірка» Героя Радянського Союзу.
- Орден Леніна.
- Орден Слави 3-го ступеня.
- Медаль «За перемогу над Німеччиною».